# Potyo-dyapa
Potyo-dyapa (Potso Djapá, Japó-dyapa), pleme ili lokalna skupina Kanamari Indijanaca, jezična porodica Catuquinean, naseljeni na igarapé Jacaré, pritoci rijeke Juruá u brazilskoj državi Amazonas.

## Vanjske poveznice
- Katukina  Arhivirana inačica izvorne stranice od 9. veljače 2012. (Wayback Machine)